# Гомільшанські ліси
Гомільша́нські ліси́ — природоохоронна територія, національний природний парк в Україні. Об'єкт природно-заповідного фонду Харківської області. 
Розташований у межах Зміївського району Харківській області. Назва пов'язана з найближчими топонімами — річкою Гомільша і селами Велика Гомільша та Суха Гомільша.

## Історія
Національний природний парк «Гомільшанські ліси» був створений указом Президента України Леоніда Кучми від 6 вересня 2004 року № 1047. Парк було створено з метою збереження, відтворення та раціонального використання типових і унікальних лісостепових природних комплексів долини річки Сіверський Донець. Парк розташований у мальовничому куточку лівобережної України, у долині річок Сіверський Донець та Гомільша, на відстані 45 км від міста Харкова. Загальна площа парку становить 14314,8 га, з них у постійному користуванні парку — 3377,3 га. 
Перші «заповідні» об'єкти на території нинішнього парку виникли ще за часів Петра І, коли тут був затверджений «Заповідний корабельний гай». Починаючи з 1914 року, вчені Харківського університету на чолі з професором В. М. Арнольді пропонували надати цій території заповідний статус, оскільки вона являє собою цінний резерват рідкісних, реліктових та ендемічних видів рослин та тварин. Відомо, що на початку XX століття була заповідана частина вікового лісу, яка межує з ділянкою, відведеною для Донецької біологічної станції, у 1926 році була об'явлена пташиним заповідником територія в заплаві р. Сіверського Дінця в урочищі «Хомутки». У 1932 році «Ліси Гомільшанської Лісової Дачі» та «Заплавний ліс Хомутки» охоронялися як пам'ятки природи республіканського значення. У 1972 році було оголошено ландшафтний заказник місцевого значення «Гомільшанська Лісова Дача» площею 9092 га, на базі якого і було створено національний природний парк. 
За функціональним зонуванням територія парку розподілена на заповідну зону площею 1022,4 га, зону регульованої рекреації — 1380,3 га, стаціонарної рекреації — 1100,5 га та господарську — 10811,6 га.

## Природні умови

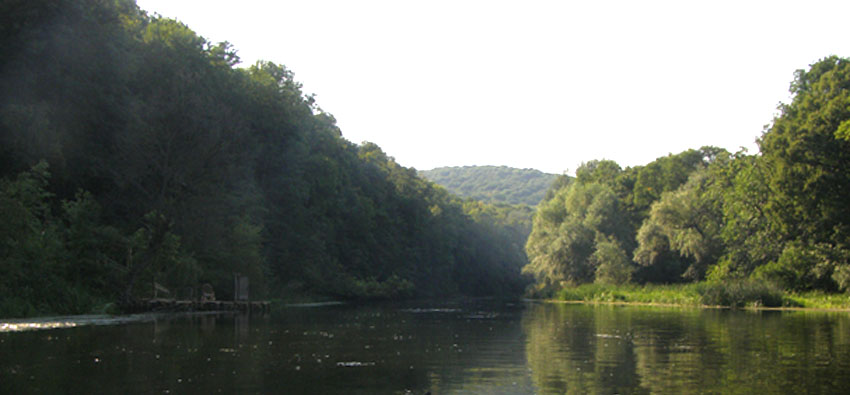
Гомільшанські ліси

Згідно з фізико-географічним районуванням територія парку належить до Харківської схилово-височинної області Середньоруської лісостепової провінції Лісостепової зони. 
Клімат в районі розміщення парку належить до помірно-теплого, з поперемінним зволоженням. Середня багаторічна температура повітря становить +7 °C, середня температура липня — +21,5 °C, середні річна сума опадів — 511 мм. Тривалість безморозного періоду становить 155—160 днів. Глибина снігового покриву становить 18—20 см з тривалістю його збереження близько 3 місяців. 
На території парку є геологічні, геоморфологічні та гідрологічні пам'ятки природи. На кручах правого берега Сів. Дінця в ярах та балках можна прослідкувати за зміною палеографічних обставин, починаючи з еоцену. Тут можна побачити еволюцію ґрунтового покриву та знайти скам'янілості і відбитки древньої флори. До геоморфологічних пам'яток належить урочище «Провалля», яке являє собою багатосходинковий зсув, вкритий степовою та чагарниковою рослинністю а також зсув на схилах Монастирської гори, висота якого сягає 60 метрів. Цікавими гідрологічними пам'ятками є старичні озера та болота, такі як озеро Біле (довжина 1122 м, найбільша ширина — 297 м, площа 19,6 га), затока Косач (залишок старого русла р. Сіверський Дінець) та інші. 
На території парку представлений майже весь спектр лісостепових ґрунтів. Переважна їх більшість належать до типових, але на території парку вони мають особливу цінність, так як залягають під природною рослинністю первинного походження, тобто це первинний, антропогенно незмінений, або слабо змінений варіант цих ґрунтів. Найціннішими із них є сірі та темно-сірі лісові ґрунти під первинною давньовіковою дібровою на вододілі, і вони являють собою еталони цих ґрунтів для лівобережжя Дніпра та для всієї лісостепової зони України.

## Біота

### Флора

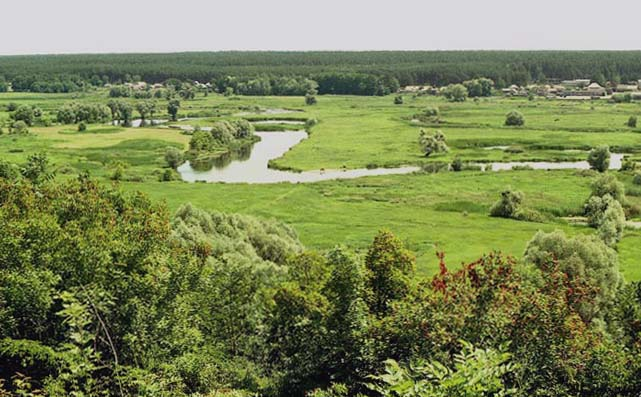

Територія парку лежить на південній межі Лівобережного лісостепу, а тому відрізняється значним флористичним багатством. Всього тут налічують близько 1000 видів судинних рослин. Перелік рідкісних рослин становить 132 види, з яких 37 видів — це рослини нагірних дібров, 34 види — рослини борової тераси, 31 вид трапляється на заплавних луках та 30 — степових видів. До Червоної книги України та міжнародних «червоних» переліків занесені: хвощ великий, цибуля ведмежа, в'язіль стрункий, що є реліктовою рослиною дольодовикового періоду, аконіт дібровний (ендемік басейну Сіверського Дінця), вороняче око, любка дволиста, костриця висока, костриця шорстколиста, гніздівка звичайна, гронянка півмісяцева, зозулині сльози яйцеподібні, зозулинець болотний, ковила волосиста та ковила дніпровська, косарики тонкі, рябчик малий та інші. 
На території парку переважає лісовий тип рослинності. На високому правому березі р. С.Дінець зростають широколистяні ліси — кленово-ясенево-липові діброви. На третій піщаній терасі лівого берега річки переважають соснові бори та субори. Для заплави найхарактерніші заплавні ліси — берестово-пакленова діброва, а також розповсюджені осокірники, вербняки та вільшняки. Заплавні та суходільні луки, степова рослинність, болота та водна рослинність займають у парку невеликі площі. 
Діброви національного парку є одними з найкращих на Лівобережній України. До наших часів збереглося близько 500 га лісу віком 130—150 років, трапляються окремі 200—300-річні i найстаріший з них, якому майже 600 років. На старовинному Муравському шляху, який колись проходив біля цієї території, збереглося біля десятка дубів-велетнів, вік яких сягає 350 років. 
Природна рослинність парку має водорегулююче, ґрунтозахисне значення, сприяє поліпшенню якості води та повітря, пом'якшує клімат. Наукове значення природних фітоценозів парку підсилюється наявністю рідкісних та типових рослинних угруповань, занесених до Зеленої книги України, яких тут відмічено 9 серед лісових та водно-болотних фітоценозів.

### Фауна

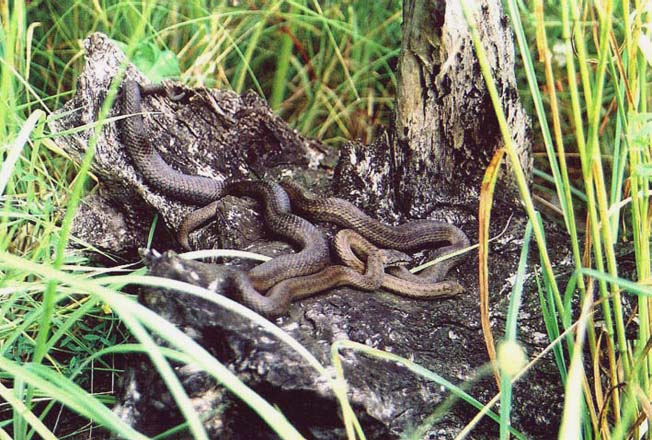

Тваринне населення Гомільшанського національного парку включає різноманітні зоогеографічні групи тварин, переважно з широкими ареалами. Основне ядро тваринного населення складають представники неморального лісового комплексу. Тут трапляються також види середземноморського походження, які розташовані на північній межі свого ареалу. У лісах Гомільшанського лісового масиву виявлено низку реліктів атлантичного, третинного та льодовикового походження. На гіпнових та сфагнових болотах борової тераси ізольовано трапляються представники північної тайгової фауни, а на суміжних піщаних станціях мешкає низка псамофільних і термофільних видів середземноморського і навіть середньоазійського походження — реліктів ксеротермічного періоду.
Різноманіття біотопів даного природного комплексу сприяє розвитку різних видів наземних хребетних тварин. Тут трапляється близько 20 видів земноводних та плазунів. На піщаних кучугурах на узліссях бору мешкає рідкісна різнобарвна ящірка — плазун, що зберігся у незмінному вигляді з дольодовикового періоду.
Майже 130 видів птахів мешкає у парку, більша частина з них має статус рідкісних у Європі. Трапляються рибалочка голубий, бджолоїдка звичайна, сиворакша, вивільга. На заплавних луках трапляється деркач — вид, занесений до Червоного Списку Міжнародного Союзу Охорони Природи (МСОП), до Європейського Червоного списку і є дуже рідкісним у країнах Західної Європи. Гніздяться тут великі хижі птахи, занесені до Червоної книги України — орел-могильник та орлан-білохвіст, скопа, яструб коротконогий, змієїд, підорлик великий та орел-карлик. У кронах дерев, дуплах та штучних гніздівлях можна зустріти сіру та сова вухата, сич хатній, голуба-синяка та інших. У заплаві гніздяться лиска, водяна курочка, чайка, шилохвіст та інші. Над плесами ширяють річкові крячки, мартини, є багато берегових ластівок, що будують нори у крутих берегах Сіверського Дінця. Тут трапляються чаплі сіра та руда, журавель сірий.
У затоці Косач мешкають багато видів водоплавних птахів. У цих місцях звичайно трапляються крижні, бугайчики. Саме тут розташована колонія сірої чаплі — у різні роки тут нараховувалося до 100 гнізд цього птаха.
На території масиву мешкає низка рідкісних та зникаючих видів тварин, занесених до міжнародних «червоних» списків та Червоної книги України. Тут трапляються європейська норка, видра річкова, борсук, горностай, 10 видів кажанів: вечірниця мала, нічниця ставкова, вечірниця велетенська, вухань бурий та інші, гоголь, яструб-тювик, пугач, мідянка, гадюка степова, ялець Данилевського, вирезуб, стерлядь. На території парку відмічено 40 видів комах, занесених до Червоної книги України: скарабей священний, дозорець-імператор, вусач мускусний, жук-олень, ведмедиця Гера, стрічкарка орденська блакитна, каптурниця срібляста, бражник мертва голова, бражник дубовий, джміль вірменський, рофітоідес сірий та інші.

## Історичне значення
На території національного природного парку «Гомільшанські ліси» розміщені десятки археологічних пам'яток (дві з них: Великогомільшанське та Сухогомільшанське городища мають Європейське значення), відкриті (селища) городища, кургани-могильники та інші пам'ятки культури різних археологічних епох — від неоліту (VI—III тис. до н. е.) до епохи Київської Русі. 
Велику історичну цінність має Великогомільшанське городище, обнесене земляним валом з курганним могильником (більш тисячі курганів та інших пам'яток скіфського часу VI—III ст. до н. е.) та Сухогомільшанський археологічний комплекс з середньовічними оборонними стінами, оселями, поховальними спорудами VIII—X ст., залишки яких збереглися до наших часів. 
Між селищами Коробів Хутір та Гайдари розміщене кам'яне городище «Коропове». З трьох сторін воно обнесено ровами і валами з залишками кам'яних стін. Проведені розкопки показали що воно двошарове, нижній шар належить до скіфського періоду, а верхній — до роменської культури VIII—X століть. 
Досі збереглися також і залишки Свято-Миколаївського монастиря, заснованого у 1648 році запорізькими козаками, який був останнім осередком волелюбного козацтва в Україні.

## Рекреаційне значення

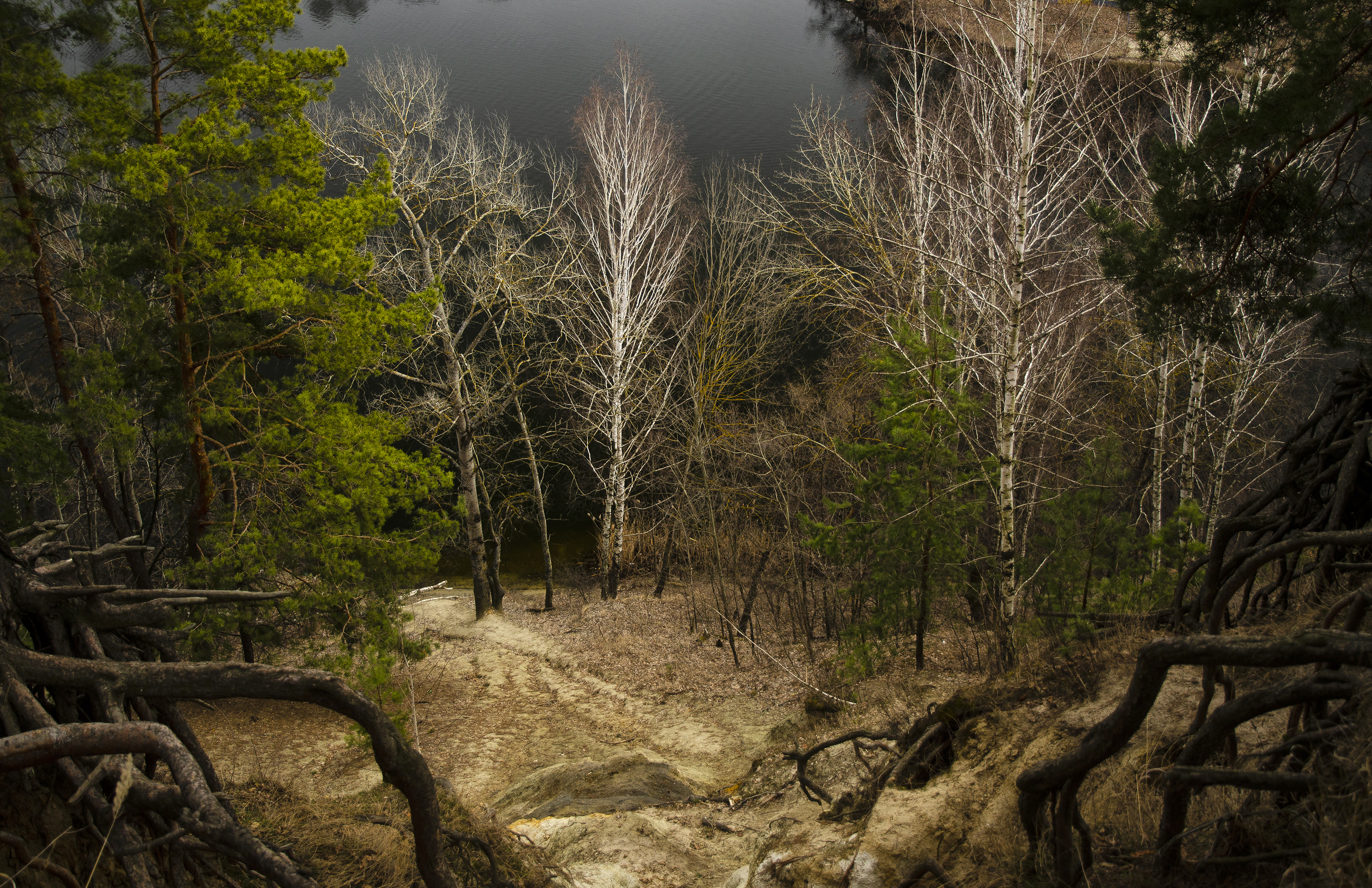
Сіверський Донець з гори Козача

Гармонійне сполучення природного ландшафту і культурно-історичних пам'яток та лікувально-кліматичні умови зумовлюють високий рекреаційний потенціал парку й створюють можливості для відпочинку та екотуризму. Національний природний парк «Гомільшанські ліси» має пішохідні екологічні та краєзнавчі маршрути: «Сіверсько-Донецькі крутосхили», «Дубовий Гай», «Козача гора». 
Околиці парку з боку селища Коробів Хутір стали унікальним для України осередком так званого зеленого туризму, чому сприяє підхід власників деяких готелів. В останні роки тут почала розвиватись концепція екологічного відпочинку, що з кожним роком знаходить все більше прибічників. Особливою рисою місцевої розважально-туристичної інфраструктури стала орієнтація нових готелів та ресторанів на європейські принципи: використання екологічніх матеріалів та енергозберігаючих технологій будівництва.

## Сучасний стан

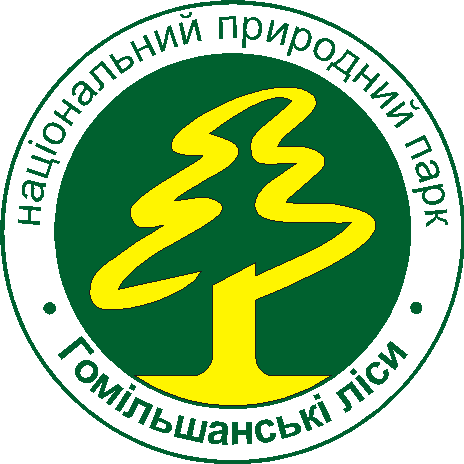
Логотип парку

У квітні 2012 року, незважаючи на протести громадськості, на посаду директора Національного парку було призначено Северина І. О. — депутата Зміївської районної ради, що був замішаний у кількох гучних браконьєрських скандалах, а у травні 2010 року ініціював кампанію за ліквідацію Національного парку. Як наслідок на території парку кількість порушень природоохоронного законодавства збільшилася в декільки разів. Через рік у квітні 2013 року майже дві сотні природоохоронців і науковців звернулись до Голови Державного агентства лісових ресурсів України Сівця В. М. та Міністра екології та природних ресурсів України Проскурякова О. А. із відкритим зверненням не укладати нового трудового контракту і не подовжувати дію теперішнього контракту на обіймання посади директора національного природного парку «Гомільшанські ліси» із Северином І. О., та воно не було задовільнене.

## Стан охорони біорізноманіття
Національний природний парк «Гомільшанські ліси» займає особливе місце в охороні природи. Заповідну зону тут було виділено дуже вдало — в самій серцевині парку, що створило труднощі для відвідування її людьми. Дороги, що ведуть у парк, перекриті шлагбаумами, є охоронні знаки. Крім цього, за пропозицією наукових співробітників парку, в господарській зоні і в зоні регульованої рекреації було виділено спеціальні захисні ділянки від 10 до 120 га, звані «особливо цінні природні території», які були прописані в Проекті організації території даного парку. Як правило, на них заборонялися будь-які суцільні і вибіркові рубки, рекреація, установка малих архітектурних форм, а режимне сінокосіння проводиться не в травні-червні, як у степових заповідниках, а восени. 
У результаті, разом із заповідною зоною, строгий охоронний режим отримало 35 % території парку (10,7 % — заповідна зона, 24,3 % — особливо цінні природні території). У 2013 р. директор парку І. Северин вирішив почати рубки лісу в суворо охоронюваних ділянках парку, проте наукові співробітники парку та екологічна громадськість вчинили опір його планам, Мінприроди України не погодило ліміти рубок і строгий охоронний режим був збережений. 
Строгий охоронний режим дав значущі результати в охороні біорізноманіття парку. З 2007 по 2014 рр., завдяки встановленню заповідної зони та особливо цінних природних територій у парку відбулося: повернення лосів, формування ядра регіональної популяції, з'явилися нові колонії кажанів, майже вдвічі збільшилася щільність населення мідянки (Червона книга України), відбулося відновлення післягніздових та міграційних скупчень водоплавних птахів на болотах і озерах парку, збільшилася чисельність рідкісних червонокнижних видів птахів — орла-карлика з 2 пар до 7 пар, шуліки чорного з 3 пар до 5 пар, з'явився на гніздуванні підорлик малий — 3 пари, змієїд — 1—2 особини, канюк степовий  — 3—4 пари, орлан-білохвіст — 1 пара, журавель сірий — 2 пари, а також відбулося збільшення чисельності канюка звичайного — з 23 до 37 пар, лебедя-шипуна — до 1—2 пар. Крім цього став з'являтися під час міграції беркут, підорлик великий, дупель, в 2 рази збільшилася кількість бекаса. 
Чисельність великої синиці збільшилася в 2 рази,  мухоловки-білошийки — в 2,5 рази, малої мухоловки — на 30 %, синиці блакитної — в 2 рази, підкоришника звичайного — на 40 %. Популяція оленя збільшилася з 10—15 особин до 60, кабанів і козуль — майже в 2,5 рази. 
Відзначено збільшення чисельності червонокнижних комах — вусаня дубового великого західного, відлюдника, жука-оленя, павлиноочки рудої. 
Встановлення заповідної зони та спеціальних захисних ділянок позитивно вплинули на охорону червонокнижних рослин. Наприклад, на території парку збереглося два локалітети в'язелю витонченого: один — у господарській зоні, один — в заповідній. Через антропогенний вплив, на 2010 р. в локалітеті у господарській зоні залишилося всього три рослини, а в локалітеті у заповідній зоні, на 2009 р., зафіксовано 120 рослин. Тайник яйцеподібний росте на території особливо цінної ділянки (де заборонено лісогосподарську діяльність). У підсумку з 1997—2005 рр. по 2009—2011 рр. чисельність ценопопуляції збільшилася з 4—8 до 20—25 рослин. Популяції  ведмежої цибулі знаходяться в парку в заповідній зоні і в особливо цінних ділянках (де заборонена лісогосподарська діяльність). У підсумку площа зростання черемші збільшилася практично вдвічі в половині локалітетів, де налагоджено охорону від збору.

### Території ПЗФ у складі НПП
Нерідко, оголошенню національного парку або заповідника передує створення одного або кількох об'єктів природно-заповідного фонду місцевого значення. У результаті, великий НПП фактично поглинає раніше створені ПЗФ. Проте їхній статус зазвичай зберігають. 
До складу території національного природного парку «Гомільшанські ліси» входять такі об'єкти ПЗФ України:
- Заказник місцевого значення «Гомільшанська Лісова Дача», ландшафтний.

## Галерея

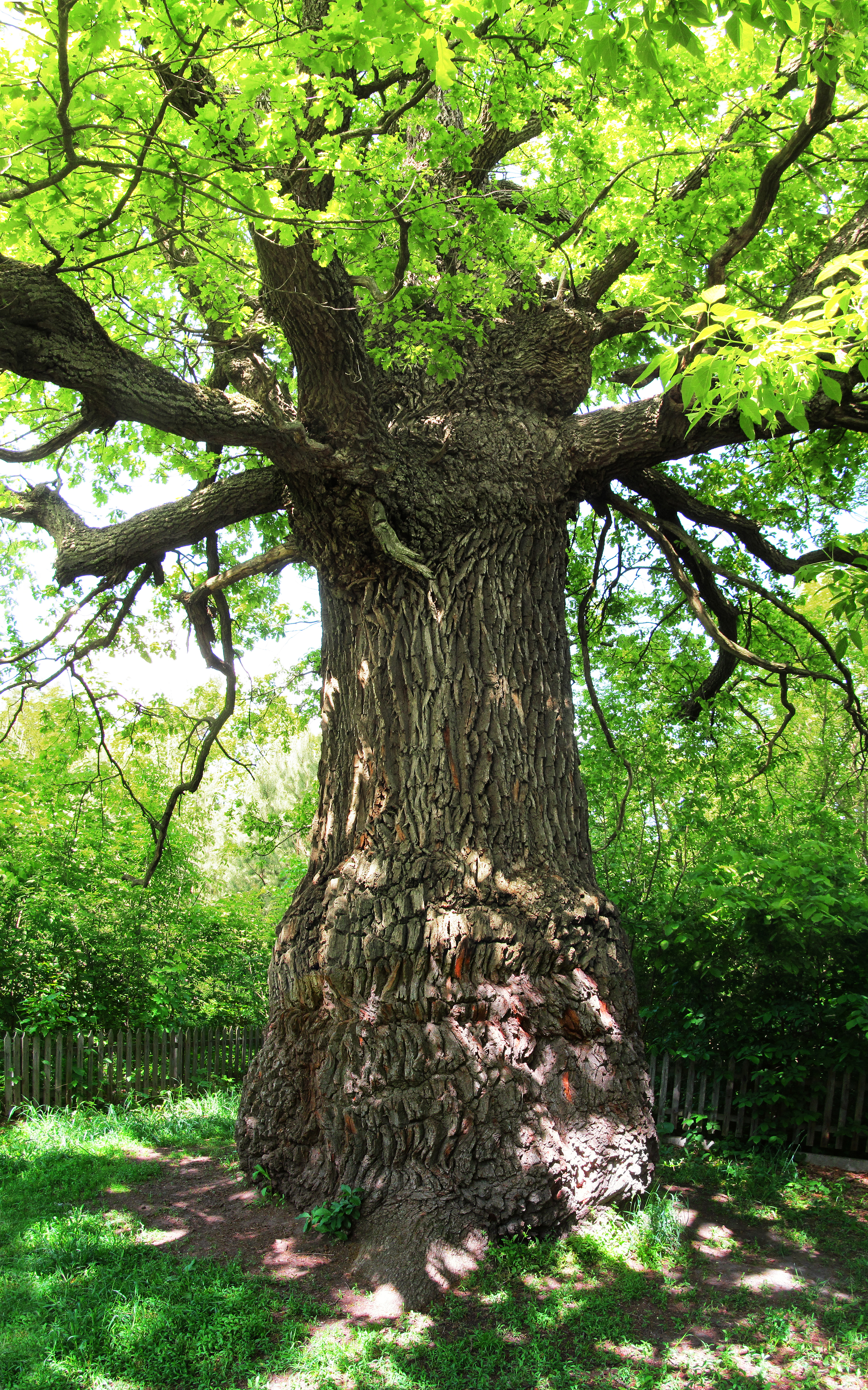
Козацький дуб Понкрата Рябухи
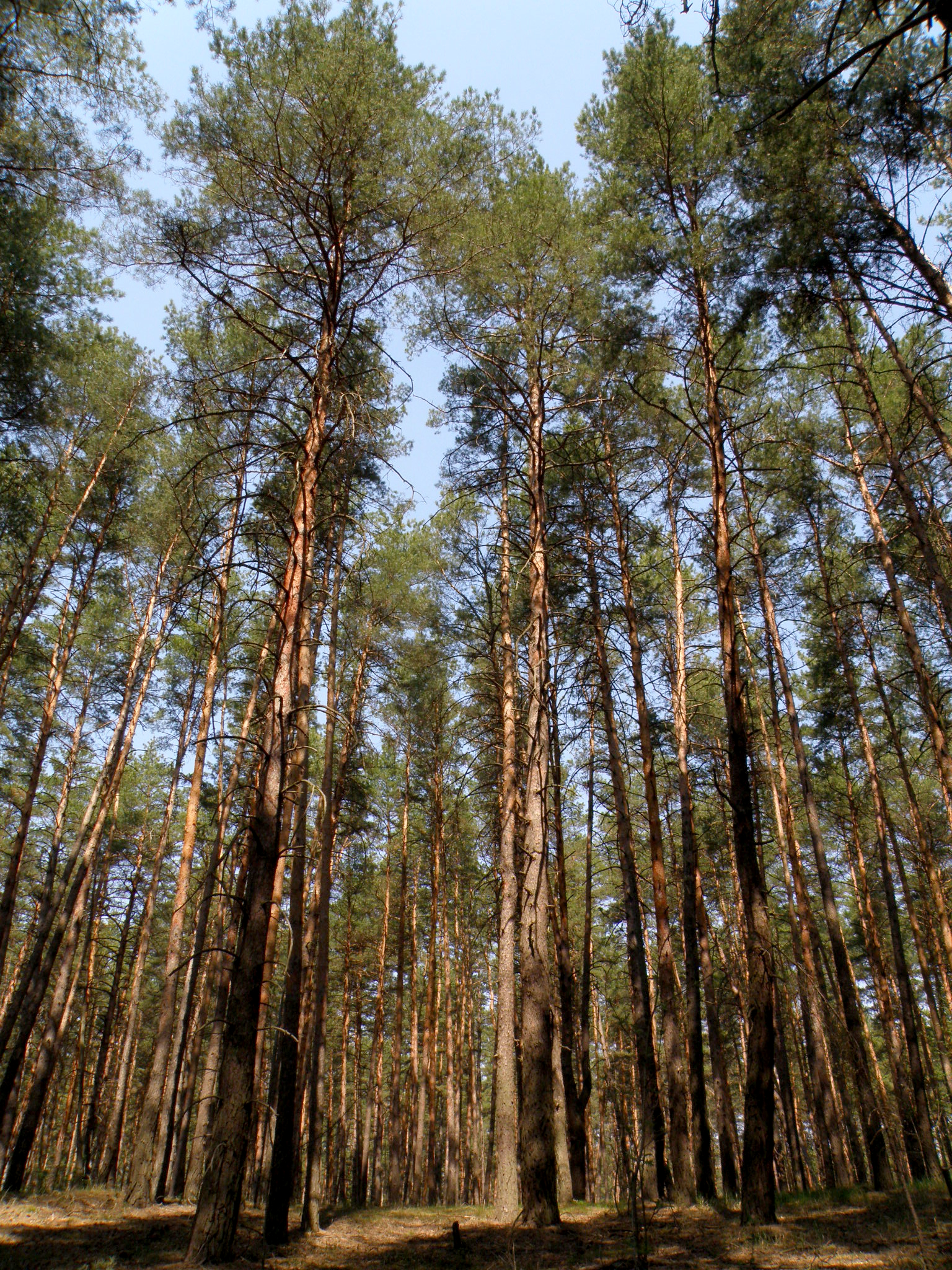
Соснова ділянка
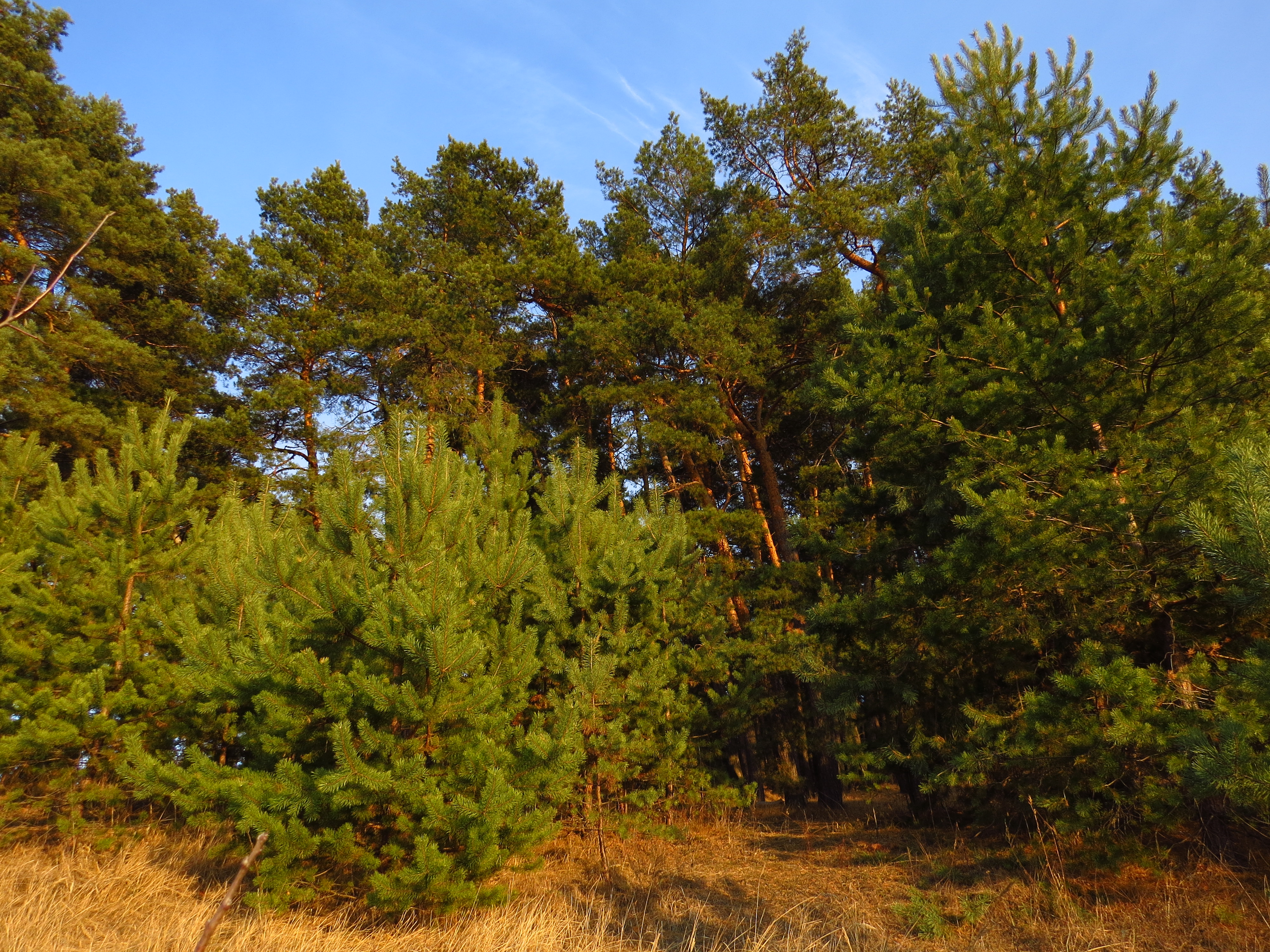
Бір на третій надзаплавній терасі р. Сіверський Донець над оз. Перегін
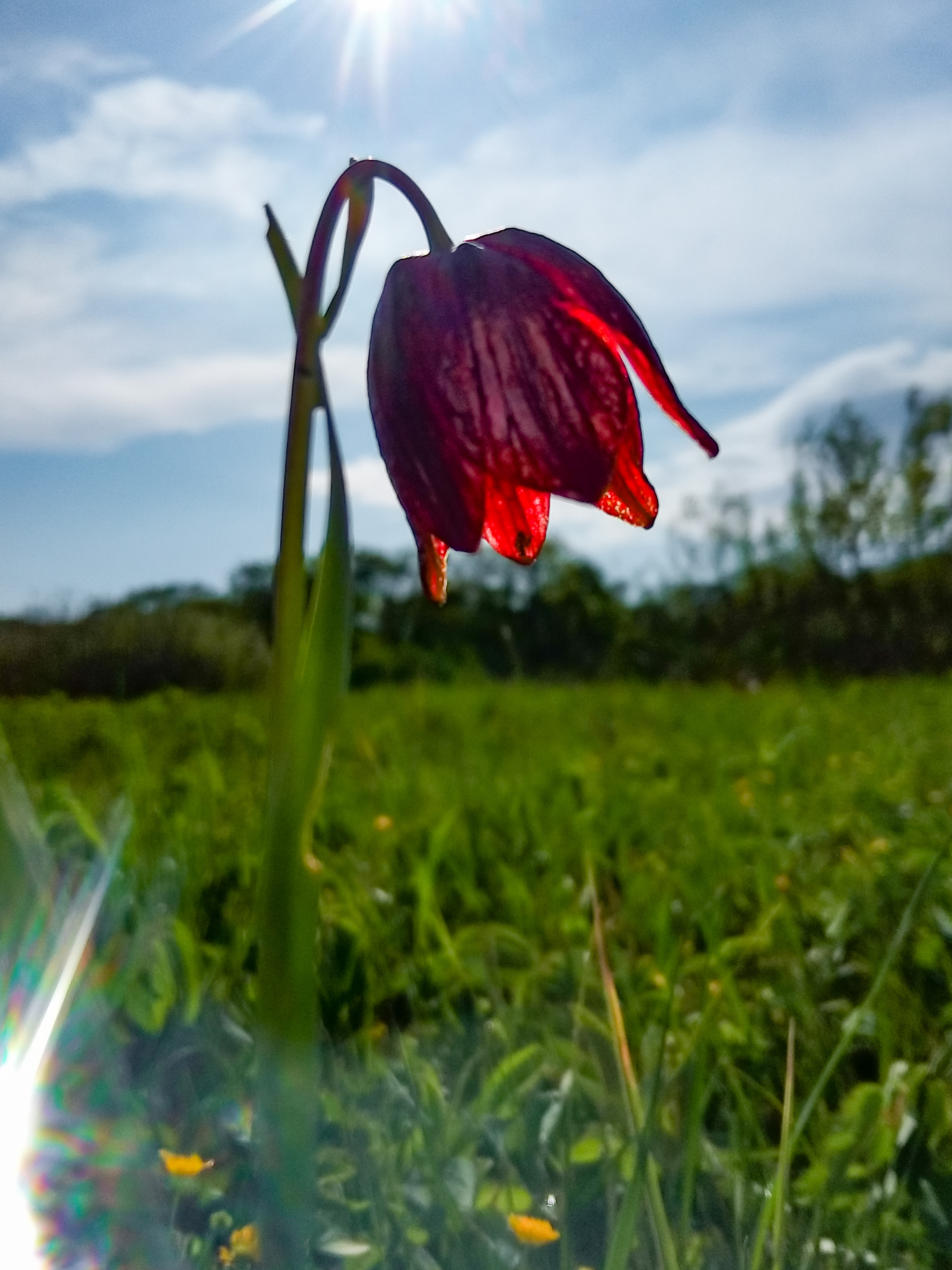
Рябчик у національному парку
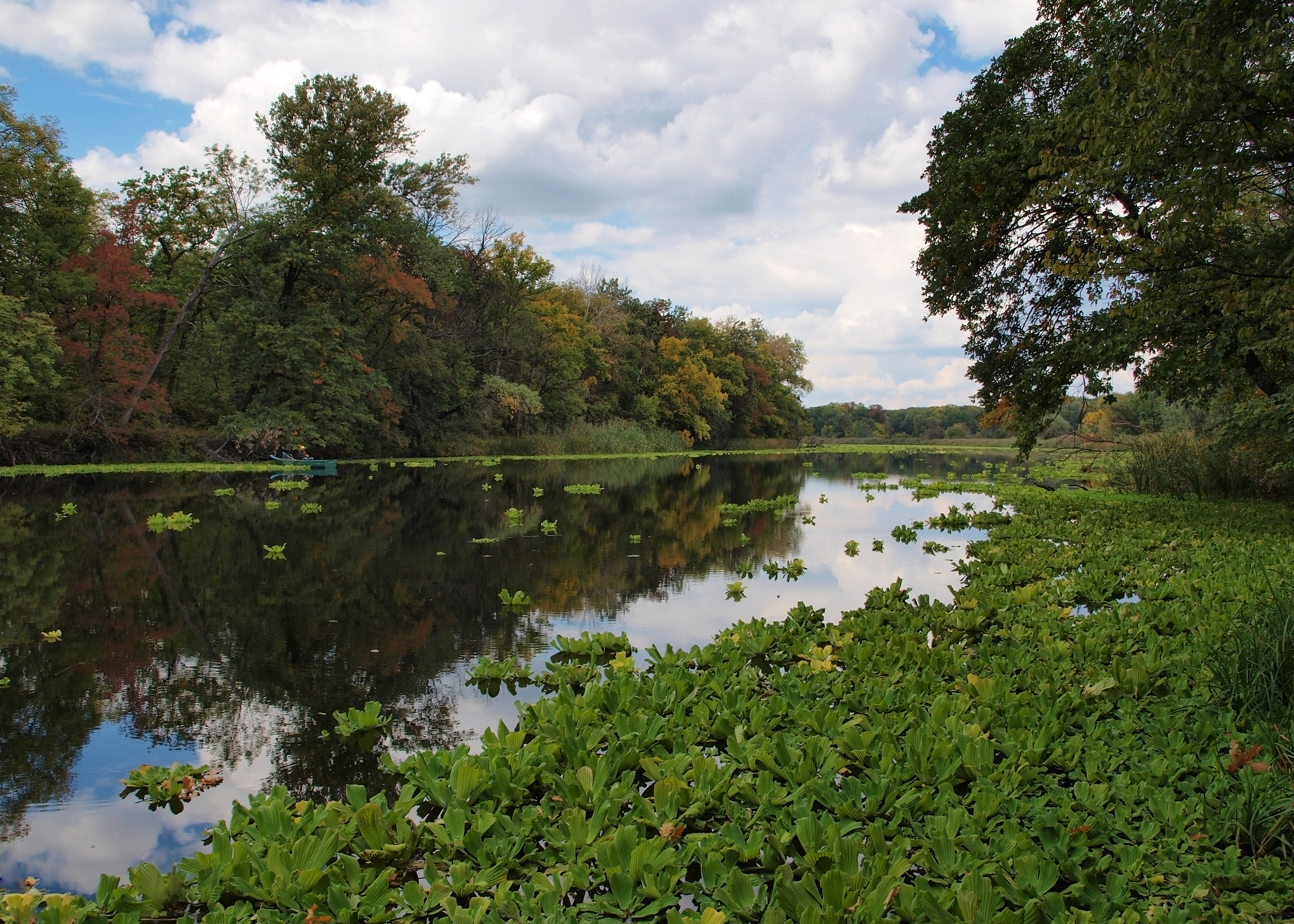
Пістія
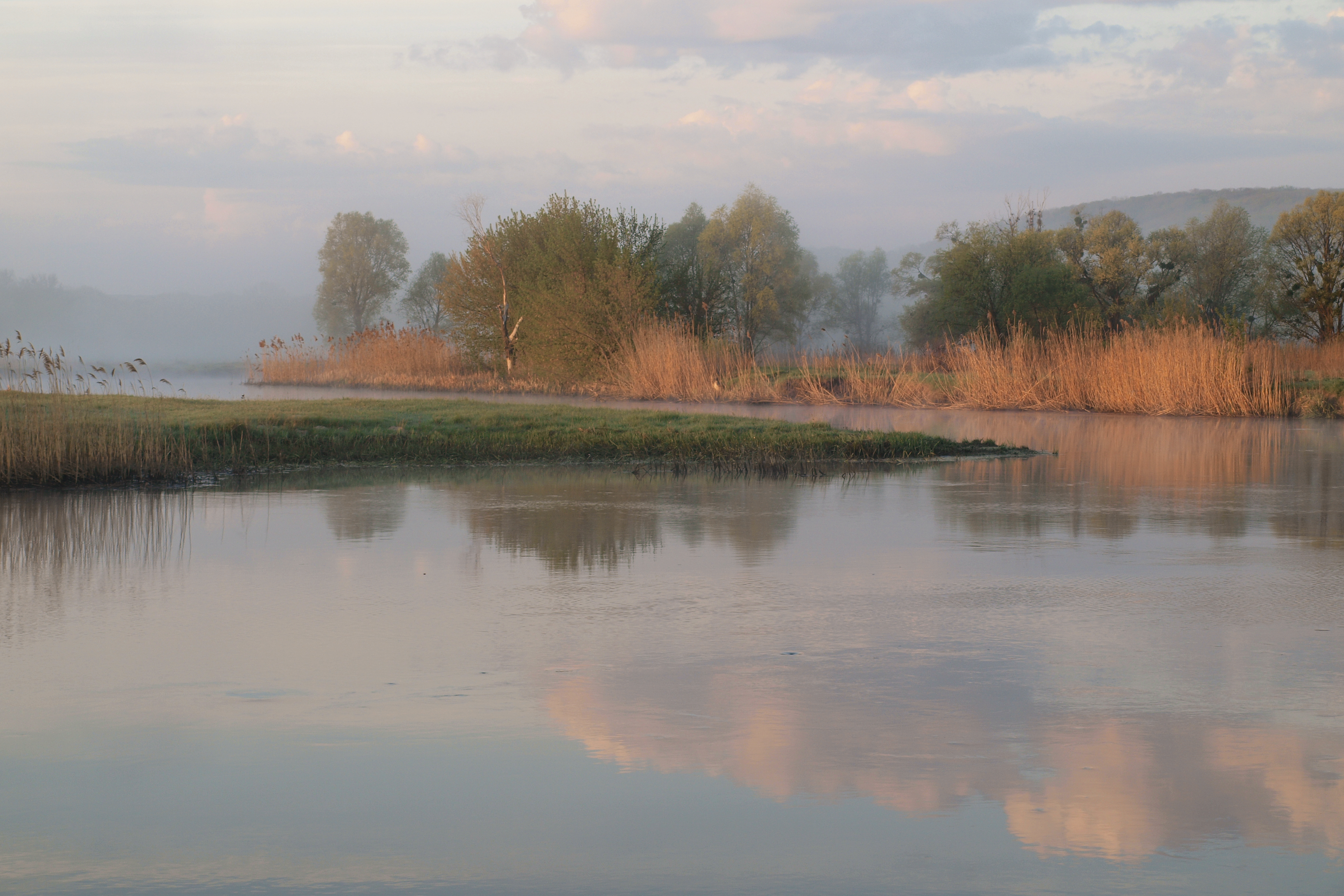
Ранок на річці
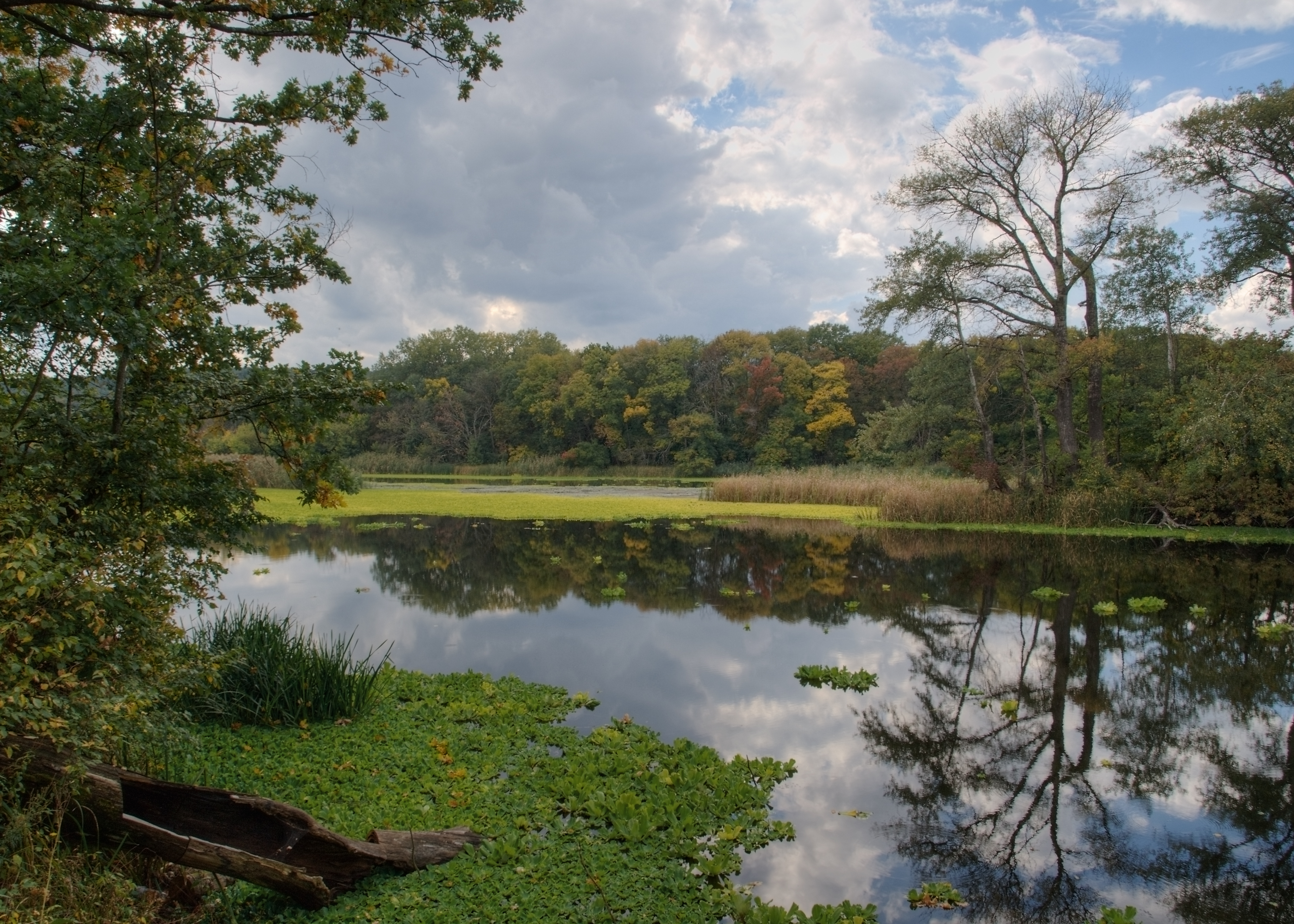
Пістія на старому руслі
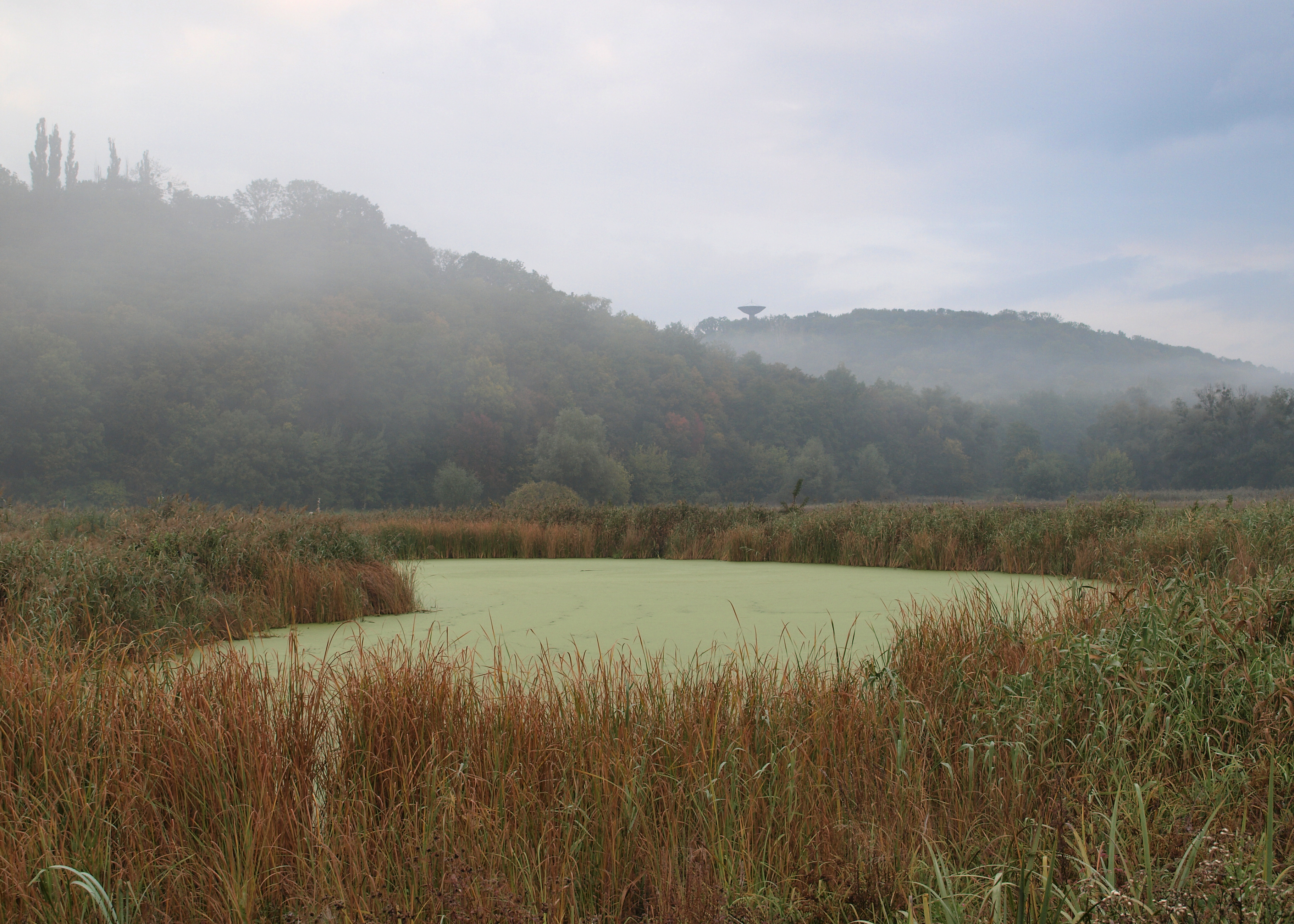
Радіотелескоп
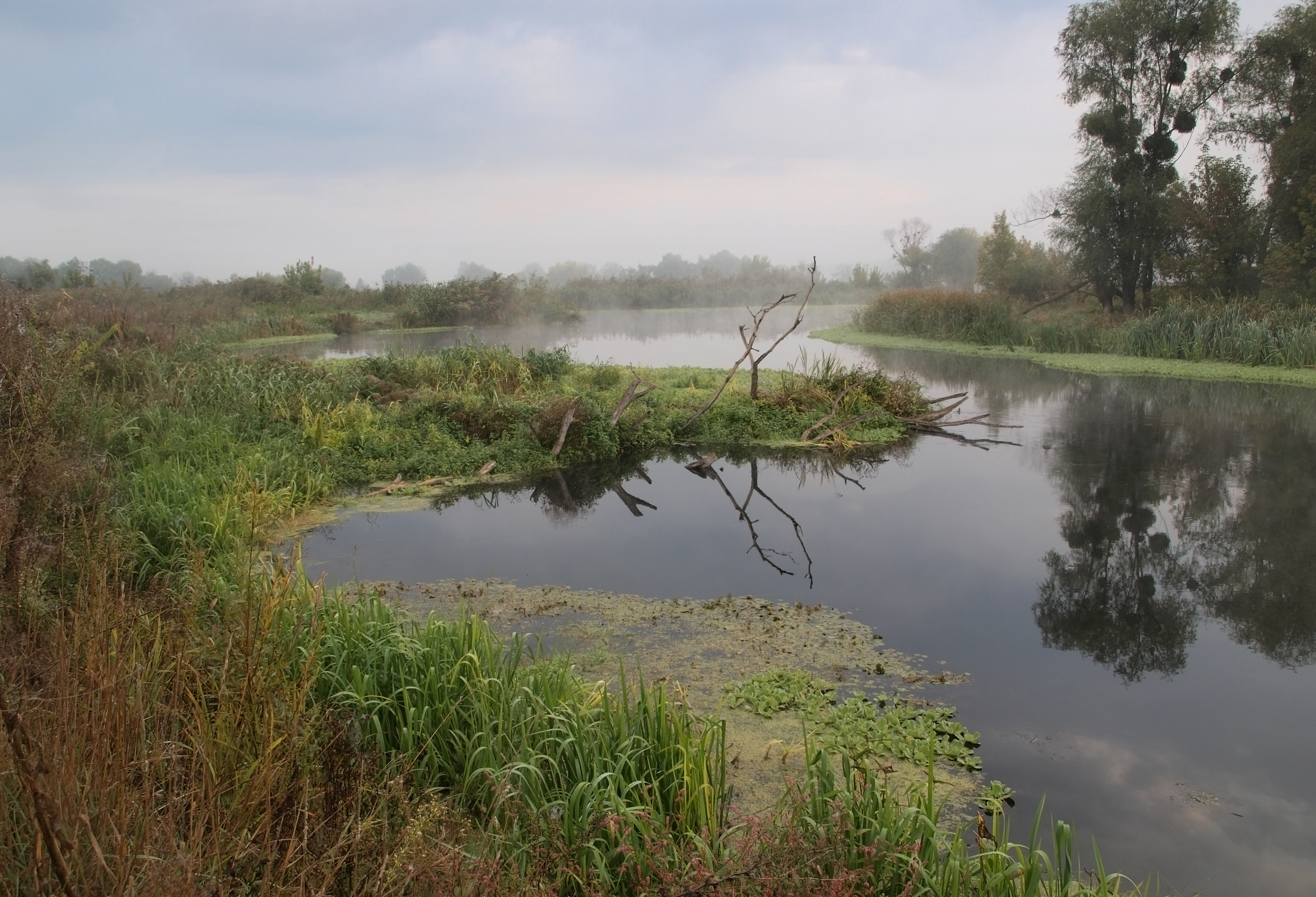
Сіверський Донець

### Відеоматеріали про парк
- Перша серія
- Друга серія
- Autumn in National park Gomilshansky Lissy. [Архівовано 14 грудня 2017 у Wayback Machine.]
- Засідання НТР НПП «Гомільшанські ліси» 26.04.2012 [Архівовано 25 березня 2016 у Wayback Machine.]